# Futur
Pour les articles homonymes, voir Futur (homonymie).
 (février 2010).
Si vous disposez d'ouvrages ou d'articles de référence ou si vous connaissez des sites web de qualité traitant du thème abordé ici, merci de compléter l'article en donnant les références utiles à sa vérifiabilité et en les liant à la section « Notes et références ».
Le futur, ou l’avenir, est pour un système, l’ensemble des configurations possibles qui n'existent pas (c-à-d. qui n'ont pas encore eu lieu). Dans la ligne du temps, le futur vient après le présent et le passé. Les membres de l'espèce humaine, à partir d'un certain âge, se distinguent par des capacités élevées cognitives, de conceptualisation et d'imagination qui leur permettent d'envisager le futur proche et de s'y projeter, mais aussi d'imaginer des futurs possibles plus lointains où vivront ce qu'on appelle maintenant les générations futures. Les êtres humains peuvent ainsi développer des stratégies « anticipatrices », individuelles et parfois collectives, dites de court, moyen et long terme, qui sont un des enjeux de la gouvernance.
La prospective est la démarche, multidisciplinaire, consistant à estimer des probabilités et des scénarios de « futurs possibles » et probables ou désirables ; plutôt à court et moyen terme, au service de l'aide à la décision. La futurologie étudie aussi les scénarios possibles ou plausibles du futur, souvent à plus long terme, à partir des données socio-économiques et surtout technologiques. La science-fiction ou le roman d'anticipation utilisent le futur comme cadre d'histoires et intrigues romancées souvent situées sur d'autres planètes. Cependant, bien qu'on ait une claire conscience du temps qui passe, la notion physique du temps et son origine restent difficile à appréhender par l'esprit et sont un objet de science et de philosophie.

## En physique

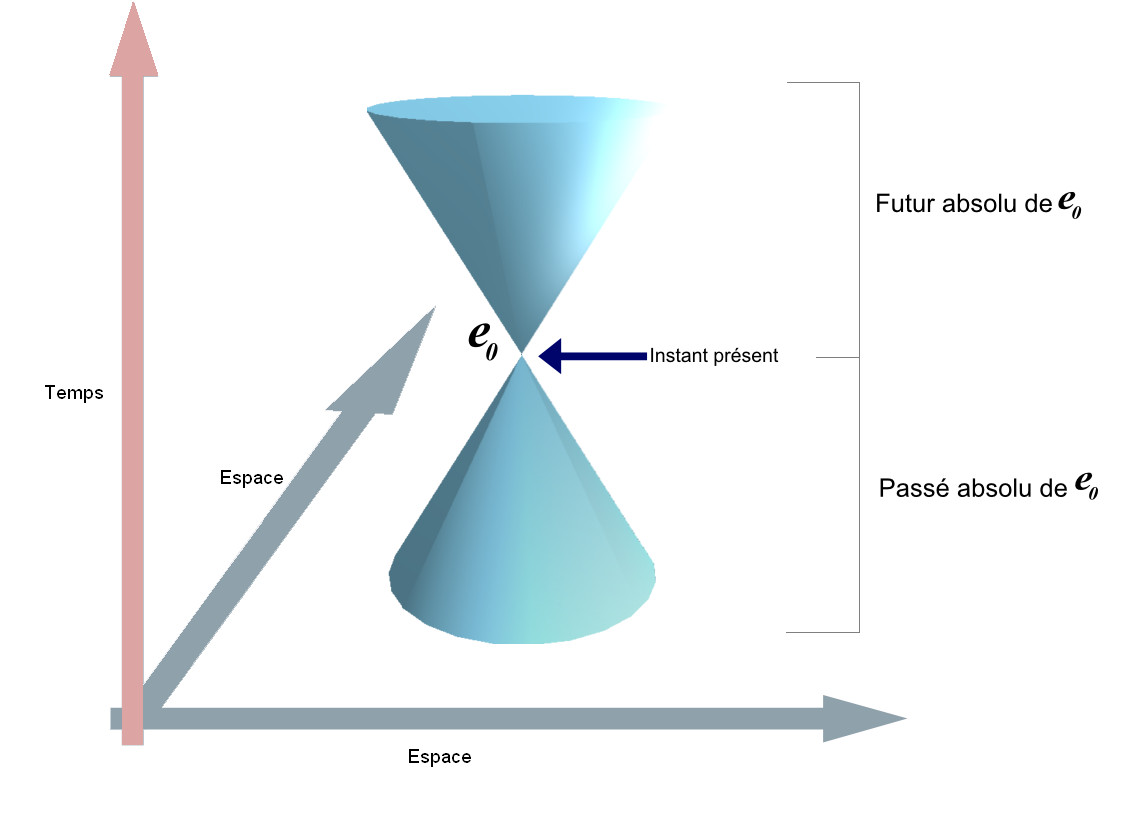
Le cône de lumière de l'événement e_{0}.
La flèche rose montre la dimension temporelle et les flèches grises, les dimensions spatiales.

En physique classique, le temps est universel, partout le même à chaque instant. Le futur correspond aux événements dont la date, coordonnée de temps, est supérieure à celle du présent. Ce qui est futur pour un observateur, à un moment donné, est futur pour tout observateur simultané. C’est la conception triviale du futur que nous utilisons tous les jours. Non seulement le futur est le même, mais l’échelle de temps qui lui donne sa structure est la même pour tout observateur. Ce qui est un futur éloigné pour tel observateur est un futur éloigné pour tel autre observateur contemporain.
En relativité restreinte cependant, les choses ne sont pas aussi simples. La vitesse de la lumière étant la limite de causalité, le futur d’un événement A dans un espace-temps plat (Espace de Minkowski) peut être représenté en trois dimensions par ce qu’on appelle un cône de lumière, correspondant à l’ensemble des événements pouvant succéder à ce point. C’est le « futur absolu », il correspond à l’ensemble des points que pourrait atteindre un rayon lumineux émanant de A, et donc à tout événement susceptible de dépendre de A. Ce cône de lumière est représenté avec la pointe vers le bas, correspondant à A. Chaque point a donc son cône de lumière, et donc chaque observateur son futur absolu, comprenant des intersections variables avec le futur d’autres événements, selon leur proximité spatiale. Avec des observateurs en mouvement, à des vitesses non négligeables par rapport à la vitesse de la lumière, l’intersection des cônes de lumière est réduite, et une part non négligeable du futur est spécifique à chacun des événements. Par ailleurs, les échelles de temps qui y règnent ne sont pas les mêmes : un événement peut être situé dans un futur plus rapproché pour un observateur que pour un autre, comme l’illustre l’expérience de pensée des Jumeaux de Langevin.
Avec la relativité générale, on considère aussi les déformations de l’espace-temps dues à la gravité. Ainsi, sur l’horizon d’un trou noir, les déformations sont maximales. Ceci conduit à exclure du futur, pour un observateur hypothétique se trouvant en deçà de l'horizon, tout ce qui se trouve à l'intérieur. Pour un observateur extérieur, le temps régissant un objet traversant l'horizon d'un trou noir semblerait se figer sur cet instant.

## Où commence le futur?
Dans le langage commun, le « futur » est la portion du temps dans laquelle nous plaçons notre représentation de l’avenir. Elle est relativement éloignée : on pense à des projets qui seront réalisés, des gens qui ne seront plus là... puis à la science-fiction avec ses mondes imaginés et plus particulièrement avec ses histoires de voyages dans le temps. Il est cependant peu habituel d’établir le « début » du futur. La limite imaginaire se situe entre ce que nous considérons comme certain (je vais continuer à lire cette page, je me réveillerai dans mon lit demain, etc.), et ce où nous prenons pleinement conscience qu’il s’agit d’une vue de l’esprit : l’année prochaine, j’aurai fini d’aménager mon nouvel appartement, dans 10 ans il n'y aura que des voitures électriques…. Mais entre ces deux notions, niveaux de certitude et de précision de la description varient considérablement, et généralement en sens inverse de l’éloignement dans le temps. Si nous y réfléchissons, nous pouvons nous rendre compte qu’aussi près qu’il soit du présent, le futur garde une part d’incertitude. En fin de compte, le futur est immédiat, et notre activité lui est entièrement vouée : nous passons notre temps à gérer le futur. Dans le futur proche, nos actions ont un bon niveau de réussite, car notre système cognitif a de bonnes performances à court terme, et nous ne nous rendons pas compte de son fonctionnement. Le futur éloigné demande plus de réflexion : c’est là que nous prenons pleinement conscience de notre activité de prévision.
Dans Le voyageur imprudent, René Barjavel fait part de sa pensée concernant le futur par la bouche d'un personnage du roman. Le présent, selon lui, n'existerait tout simplement pas dans notre espace-temps car cela signifierait l'absence totale de mouvement tant du temps que de l'espace donc l'inexistence. Le « moment présent » est donc le futur. Le temps n'est alors composé que du passé et du futur, ainsi le futur est un éternel commencement.

## Connaissancedu futur ou des futurs possibles
La prospective est un outil d'aide à la décision et un cadre aux conduites de gouvernance et d'aménagement du territoire relevant de l'anticipation. Les prospectivistes cherchent à explorer les futurs possibles et plus ou moins probables, à partir des éléments de l'environnement humain physique et naturel, social, sanitaire, économique (des invariants et « tendances lourdes » aux signaux faibles d'émergences). Ils produisent des scénarios en balisant le futur plus ou moins proche par des critères de probabilité ou de potentialité. Selon les thèmes traités, les futurs qu'ils dessinent sont par exemple de type « inévitables », ou ce sont des futurs « évitables », ou encore des « futurs interdits » ou « insoutenables » (proches du « futur redouté »). Ces futurs possibles sont confrontés au « futur tendanciel » (la poursuite du scenario tendanciel) à des « futurs alternatifs », incluant éventuellement un « futur libre » (à créer pro-activement, avec une certaine marge de manœuvre, théoriquement permise par une meilleure anticipation).
La futurologie en tant qu'étude du futur à long terme, est une science spéculative. Elle fonctionne essentiellement par la modélisation de phénomènes connus au présent et par l'histoire (le passé), auxquels on applique différentes hypothèses, afin d’observer les configurations plausibles de l’avenir.
Les habits du futur seront probablement des combinaisons thermiques dans lesquels la température serait réglable entre 5 °C et 35 °C.[réf. nécessaire]
La météorologie est une de sciences où la prévision du futur occupe une place majeure, car c’est la seule chose qu'elle puisse fournir, contrairement à la plupart des autres sciences qui peuvent apporter des possibilités d’agir sur le futur, par des méthodes dont on a testé l’efficacité.
La futurition est l'état d'un chose ou d'une personne dans le futur, incluant sa perception à l'état présent.[réf. nécessaire]
Certains domaines d’investigations du futur n’utilisent pas les modélisations, mais certaines croyances relatives à des liens ésotériques, pour donner des configurations de l’avenir d’un individu, d’une société ou même de l’humanité. Ce sont les arts divinatoires, telles l’astrologie ou la cartomancie. Il existe des individus prétendant avoir des informations sur le futur par des voies surnaturelles : les médiums et les chamans par exemple. Enfin, de rares personnes pensent assister à des événements futurs, au cours de rêves que l'on appelle prémonitoires, ou obtenir des informations sur le futur par précognition.

### Le futur déterminé
Divers courants de pensée philosophiques ou théologiques comprennent des attitudes spécifiques vis-à-vis du déroulement du futur, entamant son caractère indéterminé. Le déterminisme découle de considérations scientifiques, relatives à l’enchaînement inéluctable de l’avenir aux conditions initiales et selon le principe de causalité, mais se trouve limité par la prise en compte du principe d'incertitude. Le fatalisme découle par contre de convictions relatives au contenu du futur, et non à son mode de réalisation. Il concerne certains événements pour lesquels la survenue pourrait être guidée par certaines prédispositions du monde à les contenir, à la différence du finalisme, qui s’attache plutôt à doter le futur d’un but particulier, indépendamment d’événements particuliers. La prédestination est une considération relative aux destins individuels. Les eschatologies sont les doctrines ou les considérations théologiques ou philosophiques sur une fin du monde ou sur un au-delà de la situation actuelle de l'humanité.

## Linguistique
Dans la plupart des langues, le futur est considéré comme situé « devant soi »… sauf chez une population andine, les Aymaras pour lesquels, linguistiquement, l'avenir est dans le dos, les yeux étant tournés vers ce qui est vu, donc le présent et le passé.